# Amami stanotte
Amami stanotte (Love Me Tonight) è un film del 1932 diretto da Rouben Mamoulian.
Il film è un adattamento dell'omonima opera teatrale di Paul Armont e Léopold Marchand. Nel film compaiono alcune delle classiche musiche di Richard Rodgers e Lorenz Hart, come Love Me Tonight, Isn't it Romantic?, Mimi e Lover.
Nel 1990 è stato scelto per la conservazione nel National Film Registry della Biblioteca del Congresso degli Stati Uniti, in quanto film di particolare importanza storica, culturale ed estetica.

## Trama
Maurice Courtelin è un giovane e affascinante sarto parigino. Uno dei suoi clienti, il visconte Gilbert de Varèze, gli deve 40000 franchi, decide perciò di seguirlo nel castello di famiglia. Qui il visconte Gilbert vive con un gruppo di parenti che conducono una vita secondo i modi della nobiltà di un tempo. Tutti dipendono economicamente dal patriarca, il duca d'Artelines.
Quando Maurice arriva al castello, il visconte Gilbert, per non dover spiegare il debito allo zio duca, lo presenta come il barone Courtelin. Maurice inizialmente vuole sottrarsi alla messa in scena e prendere il denaro che gli spetta, ma cambia idea quando vede la principessa Jeanette, di cui subito s'innamora. Maurice sfodera modi affascinanti e galanti con tutta la famiglia, di cui diventa il beniamino, in particolar modo del duca, e dopo vari tentativi il suo amore viene ricambiato dalla principessa Jeanette.
Sorge però il problema di confessare la sua vera identità e soprattutto le sue non nobili origini, che infatti vengono accolte con sorpresa dalla principessa Jeanette e con scandalo dal resto della famiglia. Proprio mentre Maurice è già sconsolato sul treno per tornare a Parigi, la principessa Jeanette decide di raggiungerlo e di dichiarare senza remore il suo amore.